# الرقابة في تونس

تقدير حرية الصحافة في العالم سنة 2013 حسب مراسلون بلا حدود: تحتل تونس المرتبة 138 من ضمن 179 دولة حيث تبقى في وضعية صعبة

نقصد بالرقابة في تونس  محاولات حكومات تونس منع أو تقييد تبادل المعلومات ذات المحتوى الذي لا ترغب بها ومراقبة نشرها وكذلك تبادل المعلومات والمحتوى أساسا عبر وسائل الإعلام.في تاريخ تونس، تم اتخاذ تدابير للسيطرة على المعلومات منذ بداية السلطة الرابعة، وسائل الإعلام، في القرن التاسع عشر، بينما يخدم مصالح مختلفة وفقا للخلفية التاريخية، وبالتالي إشراك مختلف الجهات الفاعلة.بينما في النصف الأول من القرن العشرين، خلال الحماية الفرنسية في تونس، محاولة لقمع حركة التحرر، تدابير الرقابة بعد تأسيس الجمهورية التونسية، وجهت أساسا ضد منتقدي النظام، الانتهاكات السياسية والاجتماعية وضد أنشطة الجماعات المعارضة والنقابات. الرقابة على المشهد الإعلامي تطور باستمرار حتى منتصف القرن، كانت أساسا الصحافة، بما في ذلك الصحف، التي تأثرت بالرقابة. ثم تطورت وسائل الإعلام الإذاعية، وكذلك الفنية والأعمال المسرحية. وأخيرا مثلت الإنترنت والانتقال إلى عصر المعلومات للرقابة تحديا جديدا.
كانت الرقابة في تونس قضية بارزة منذ استقلال تونس عام 1956، إلا انه اعتبر «معتدلا» تحت حكم الحبيب بورقيبة (1957-1987)، أضحت أشكال الرقابة وأشكال الكبت والقمع الأخرى شائعة تحت حكم خلفه زين العابدين بن علي (نوفمبر 1987-يناير 2011). وعُد بن علي واحد من «اسوأ 10 أعداء للصحافة» بحسب لجنة حماية الصحفيين منذ عام 1998. وسمت مراسلون بلا حدود بن علي ب«مفترس حرية الصحافة». إلا أن مجموعة مراقبة حالة حرية التعبير في تونس تقول أن الأوضاع على مستوى الرقابة والحجب تحسنت كثيرا منذ خلع بن علي في أوائل 2011.

## مقالات ذات صلة
- الرقابة على الإنترنت في تونس
- الاتصالات في تونس